# Вентвортський замок

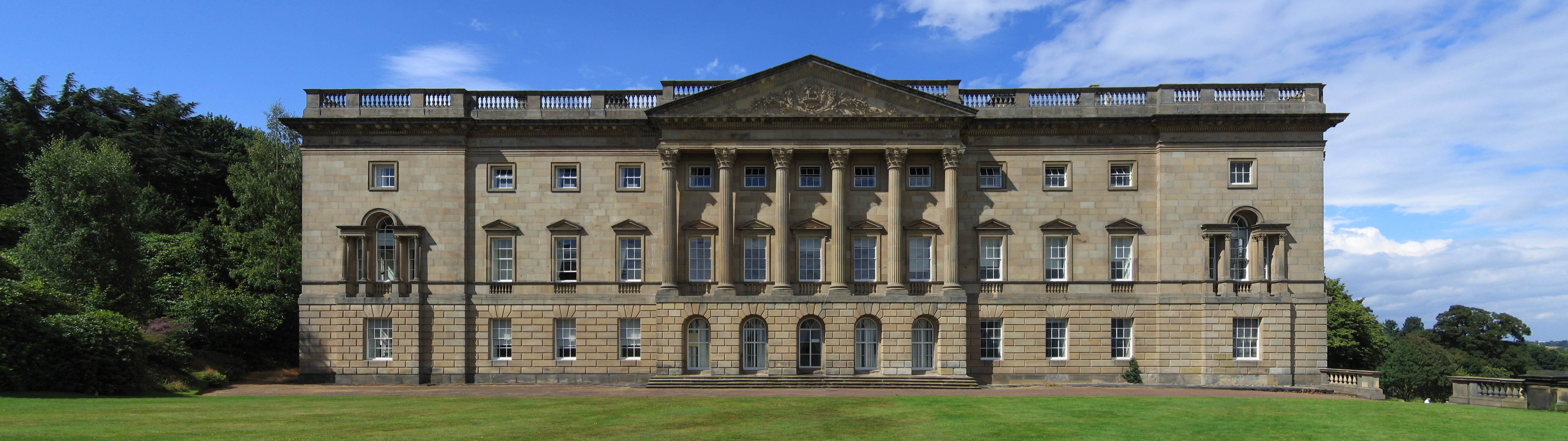
Вентвортський замок: На думку Гораса Волпола південний фронт (закінчено 1764 р.) виявився «найдосконалішим смаком архітектури»

53°31′27″ пн. ш. 1°31′08″ зх. д. / 53.5243° пн. ш. 1.5188° зх. д.
Вентвортський замок — сільська аристократична садиба, що відноситься до 1-го класу пам'яток Великої Британії, колишня садиба Страффордських ерлів у Стейнборо біля Барнслі, Південний Йоркшир, Англія. Тепер тут розміщено Північний коледж житлової та громадської освіти.
У садибі існував старіший будинок, що тоді називався Стейнборо, коли у 1708 році його придбав Томас Вентворт, барон Рабі (пізніше Страффордський ерл). Назву було змінено у 1731 році. Первинна назва збереглася у вигляді замку Стейнборо —у даваної руїни, що побудована у якості садової примхи маєтку.
Маєток й сади Вентвортського замку відкриті для відвідувачів цілий рік без вихідних.

## Історія
Первісний будинок, відомий як будинок Катлера, був зведений для сера Герваза Катлера (нар. 1640 р.) у 1670 році. Сер Герваз продав маєток Томасу Вентворту, пізніше 1-му ерлу Страффорда. Будинок був двічі перебудований, двома ерлами, у різних стилях, щоразу за незвичних обставин.

## Перша перебудова

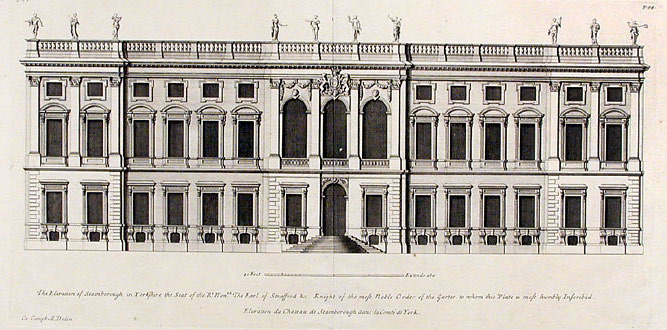
Східний фронт Стайнборо (замок Вентворт) у Вітрувії Британіці I (1715)

Перша перебудова з оновлення початкової структури була розпочата прибл. 1711 року Томасом Вентвортом, Бароном Рабі (1672—1739). Він був онуком сера Вільяма Вентворта, батька Томаса Вентворта, досягнутого першого Стаффордського ерла. Сам Рабі був відновленим 1-м Страффордським ерлом (друге творіння) у 1711 році.
Маєток Вентворт-Вудгауз за 10 км від Вентвортського замку, як вважається, був його наслідною власністю, проте перейшов від бездітного 2-го Страффордського ерла Вільяма Вентворта до племінника його жінки Томаса Вотсона, єдиного з ким родичався Берон Рабі, якому Вільям Вентворт доводився двоюрідним братом. Саме бажання перевершити родича спонукало його до купівлі Стейнбороського замку поруч та змушувало перевершити Вотсонівський Вентворт-Вудгауз за пишнотою та смаком. Саме тому Джонатан Свіфт назвав Вільяма Вентворта «гордим як пекло».
Вентворт був солдатом на службі у англійського короля Вільяма III, який зробив його полковником драгунів. Він був відправлений королевою Анною на посаду посла до Пруссії в 1705–11 роках, а після повернено до Англії йому надано титул віконта Вентворта й ерла Страффорду у складі перів Великої Британії. Потім його було направлено представником на переговори, що закінчилися Утрехтським миром, й після цього він представ перед комісією парламенту. Зі смертю королеви Анни він та усі торі позбулися влади. Вентворт, як представник старовинного клану Йоркшира, вимагав величного будинку, відповідного статкам Вентвортів, на який він витратив свої пенсійні роки, завершуючи та збагачуючи свій ландшафт.
Він порушив свою службу у Берліні, щоб завершити купівлю Стейнборо влітку 1708 року. Він залучив військового архітектора Йоганна фон Бодта до планів будівлі. Вентворт був в Італії у 1709 році й придбав картини для майбутнього будинку: «Всі вони створені для Йоркширу, й я сподіваюся, що там буде краща колекція, ніж у містера Вотсона». Для їх демонстрації потрібна буде велика галерея, до проєктування якої, ймовірно, долучився архітектор Джеймс Гіббс. Галерея була добудована у 1724 році. Є проєкт, ймовірно Бодта, розрізу будівлі з зображенням галереї довжиною у 55 метри, шириною — 7,2 метри й висотою — 9 метри у замку Вентворт. Це креслення зберігається у альбомі змішаних малюнків, що належав синові Вільяма Талмана, Джону, що зберігається у музеї Вікторії та Альберта. За кресленнями галерея поділена на 3 відділення жиленими мармуровими коринфськими колонами з позолоченими капітелями та відповідними пілястрами проти виступаючих пірсів: у проміжних просторах чотири мармурові копії римських скульптур на блоці плінтуси, що збереглися до ХХ сторіччя. Сер Ніколаус Певснер виявив східну сторону «незвичайної для Англії палацової пишності». Величний набір парадних приміщень на першому поверсі простягався від кімнати на північному кінці з алегорією стелі з «Численністю» до кімнати на південному кінці з алегорією «Славі».
Використання Йоганном фон Бодтом гігантського порядку пілястрів на передньому фасаді та інших особливостей свідчить, що Бодт, який у 1690-х роках перебував у Англії, мав доступ до малюнків Вільяма Талмана. Талман був архітектором Чатсворта, що вважався першою справді бароковою будівлею Англії. Дійсно, між східним фасадом Вентворта та фасадом Чатсворта є схожість дизайну. Обидва мають чіткий континентальний бароковий фасад. Вентворт був описаний як «чудовий і майже унікальний зразок франко-прусської архітектури у георгіанській Англії». Східний фасад був побудований на піднятій терасі, що спускалася до розметених гравійних пандусів, що облямовували грот й простягалися осьовими алеями дерев обрамленому подвійними алеями дерев до формальної брами з кованого заліза. Все це було видно з виду Яна Кіпа 1714 року. На гравюрі Томаса Бадеслайда приблизно 1750 року все ще видно формальні риси фасаду Бодта з гравійними проїздами достатньо широкими для карети з четвіркою коней. Правильні насадження зрілих обрізаних дерев, висадженими боскетами. Все це було зметено другим Стаффордським ерлом після 1750 року, на користь відкритого, накручуваного «природного» пейзажу в манері Ланселота Брауна.

## Ландшафт першого ерла

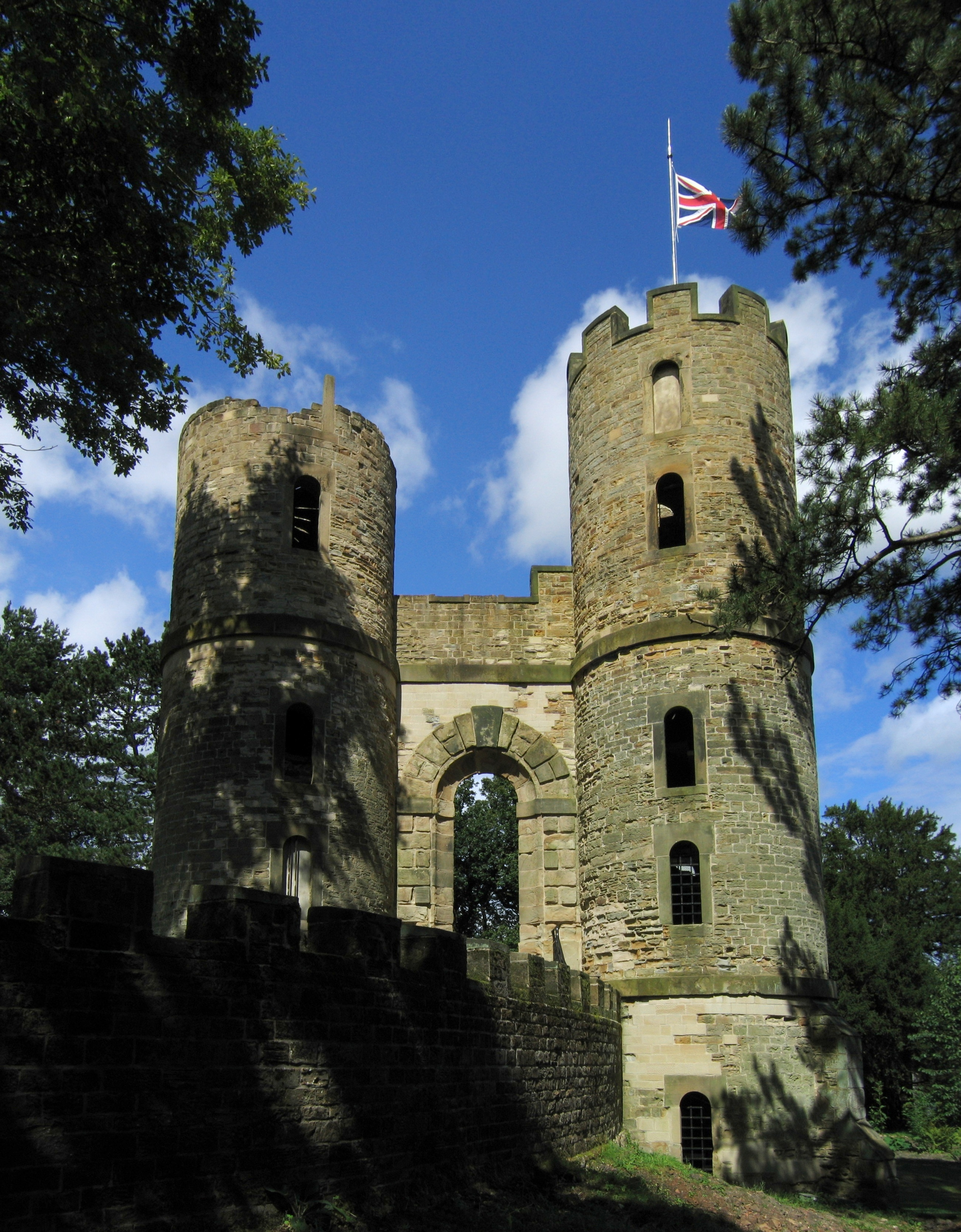
«Замок Стейнборо» — ранній приклад (закінчений 1730 року) удаваної руїни для окраси ландшафту; 2 з 4 веж залишено

Томас Вентворт, 1-й ерл Страффорда, висадив алеї дерев у великій кількості в цій відкритій місцевості, й примхливий удаваний замок (побудований у 1726—1730 року) звів на найвищому місці, що став одним з перших примхливих замків у англійському ландшафтному садівництві. У центральне подвір'я замку, де іменами чотирьох його дітей були названі чотири первинні вежі, ерл замовив у 1730 році свою статую у Майкла Рісбрака, якого Джеймс Гіббс першим прийняв на роботу, коли він приїхав до Англії. Проте ця статуя була перенесена ближче до будинку.
Торі Лорд Страффорд залишався в політичній невизначеності за верховенства віга Волпола до кінця свого життя. Обеліск був споруджений на згадку про королеву Анну у 1734 році, а вітальня у будинку до сучасності називалася «Вітальня королеви Анни». Інші особливості ландшафту додавались одна за одною, в результаті чого сьогодні налічується 26 паркових споруд.

## Другий ерл у Вентвортському замку
Після смерті першого ерла у 1739 році маєток наслідував його син. Вільяма Вентворта, 2-го ерла Страффорда (1722—1791) названо у Біографічному словнику британських архітекторів від Колвіна дизайнером довгої будівлі витонченого новопалладіанського стилю, побудовану у 1759–64 роках. У замку Вентворт він мав майстра-каменяра Джона Платта (1728—1810) та лондонського кресляра й наглядача Чарльза Росса (?–1770/75), який працював під керівництвом палладіанського архітектора Метью Бреттінгема на лондонському будинку Страффордського ерла на площі Святого Джеймса, будинок 5 у 1748–49 роках.
Англійський письменник та політик Горас Волпол виділив Вентвортський замок як взірець для ідеальної інтеграції ділянки, ландшафту й навіть гармонії каменю.

## Пізніша історія

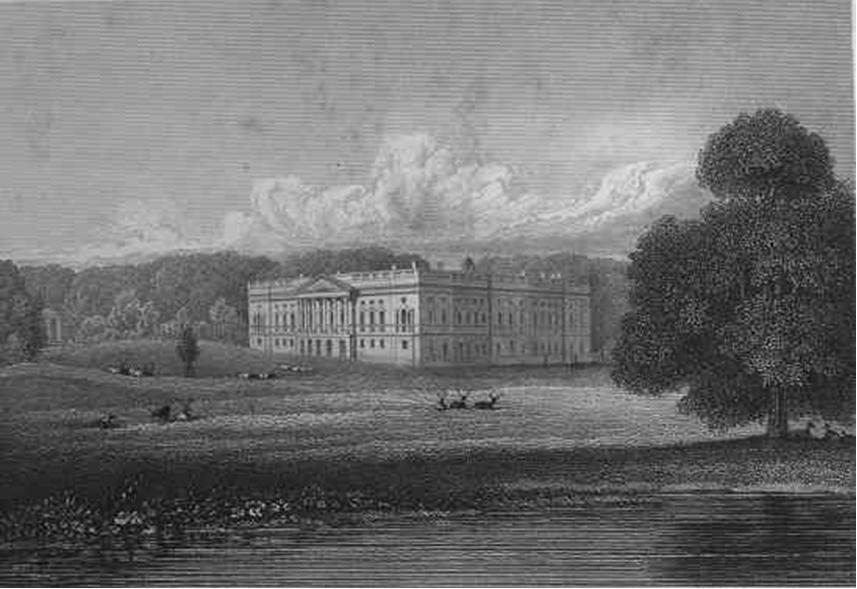
Друк замку раннього XIX століття, що показує як південний, так і східний фасади

Зі смертю 3-го ерла й припинення існування Стаффордського ерлства у 1799 році величезний родинний маєток було поділено на 3 частини для нащадків кожної дочки першого Стаффордського ерла. Вентвортський замок дістався онуку Леді Генрієтти Вернон — Фредерику Вернону, який додав ім'я Вентворт до свого прізвища. Між 1820 й 1840 роками каплиця Святого Джеймса була замінена, а також вікна у бароковому крилі. Град у липні 1838 року завдав шкоди маєтку, що не можливо порівняти зі смертю 26 хлопчаків-шахтарів у сусідньому Хускар-Піт від повені спричиненої тим самим градом.
Син Фредерика, Томас Вернон-Вентворт додав Консерваторію зі стальним каркасом й Вікторіанське крило замку у середині 1880-их років. Успадкований старшим сином Томаса, Брюсом Вернон-Вентвортом у 1902 році Вентвортський замок втратив увагу власника через маєток у Суффолці. Він продав речі садиби з аукціону Крістіс 13 листопада 1919 року.
Не маючи прямих нащадків Брюс Вернон-Вентворт продав замок та його сади корпорації «Барнслі» у 1948 році, а решту його маєтків, у Йоркширі, Суффолці та Шотландії залишив далекому кузену. Вміст Вентвортського замку був випорожнений під час продажу будинку, що до 1978 року був домом коледжу для підготовки викладачів — Вентвортського замкового коледжу освіти. Після 1978 року він використовувався Північним коледжем.

## Відновлення
Чудовий пейзаж, який вихваляв Валпол у 1780 році, був описаний у 1986 році як «порушений й зруйнований». Гранульована річка 2-го Стаффордського ерла, викопана у 1730-х роках, була зменшена до ряду замулених ставків.
У 2002 році було створено Фонд спадщини Вентвортського замку. У Вентвортські замкові сади інвестовано 20 млн фунтів стерлінгів у 2002—2017 роках. Реставрація Ротонди була завершена у 2010 році, а парк став парком оленів.
Маєток повністю відкрився для відвідувачів у 2007 році.
Відновлення Вентвортського замку було представлено на телевізійному шоу BBC «Відновлення» у 2003 році. Консерваторія була відновлена 2013 року.
Вентвортський замок й сади відкриті цілорічно, крім Різдва.